# François Philippe (militaire)
Cet article concerne le militaire français. Pour le footballeur français, voir François Philippe.
François Philippe, né le 12 août 1922 à Cysoing (Nord) et mort pour la France le 24 août 1944 à La Crau (Var), Compagnon de la Libération, est un militaire français.
Engagé dans les Forces françaises libres, il participe aux campagnes d'Afrique orientale, de Syrie et d'Afrique du nord avant de débarquer en Italie. Prenant part aux combats pour la libération de la France, il est tué en août 1944 lors de la libération de Toulon.

## Biographie
François Philippe est né au 41 rue de Lille (actuelle 407 rue Jean-Baptiste-Lebas) à Cysoing.
Son père, Henri Philippe (1875-1959), scolarisé au Collège des Jésuites de Lille et diplômé de la Faculté de droit de Lille fut avocat puis notaire et monta une étude à Cysoing, il participa à la Première Guerre mondiale en tant qu'officier dans les services de santé militaire. Il est le fils de Louis-Alexandre Philippe (1830-1902), bâtonnier du barreau de Lille et de Julie Dubois-Charvet (1845-1888).
Sa mère, Élisabeth Dehau (1878-1968), fille de Félix Dehau (1846-1934), maire de Bouvines de 1872 à 1934, bienfaiteur de la commune et de Marie Lenglart (1849-1940), issue de la grande bourgeoisie lilloise.
François Philippe grandit dans une famille bourgeoise et catholique profondément religieuse. Il a onze frères et sœurs (dont huit vont entrer dans les ordres) :
- Joseph Philippe (1902-2000), architecte, marié avec Gabrielle de La Broüe de Vareilles-Sommières (1908-1967), dont cinq enfants ;
- Marie Philippe (1903-1999), sœur bénédictine sous le nom en religion de Hildegarde ;
- Jean Philippe (1905-1993), prêtre dominicain sous le nom en religion de père Thomas Marie Philippe, fondateur de l'Eau vive, inspirateur de l'Arche, reconnu auteur d'abus sexuels;
- Cécile Philippe (1906-1986), religieuse sous le nom de Mère Cécile de Jésus, prieure du monastère dominicain de Bouvines, puis relevée de sa charge et envoyée comme simple sœur au couvent de Langeac, en Haute-Loire, en 1956, à la suite de l'affaire des abus sexuels au sein de l'« Eau Vive »;
- Élisabeth Philippe (1908-2003), sœur dominicaine ;
- Anne-Marie Philippe (1910-2008), mariée avec Gérard Pattyn (1902-1940), notaire, dont quatre enfants ;
- Évrard Philippe (1911-1940), prêtre dominicain sous le nom en religion de père Réginald ;
- Henri Philippe (1912-2006), prêtre dominicain sous le nom en religion de père Marie-Dominique Philippe, fondateur de la Communauté Saint-Jean, reconnu auteur d'abus sexuels;
- Pierre Philippe (1913-2002), ancien prêtre dominicain, marié avec Chantal Farnoux (née en 1939), dont un enfant ;
- Henriette Philippe (1915-2005), sœur bénédictine sous le nom en religion de mère Winfrida ;
- Jeanne Philippe (1920-1999), mariée avec Pierre Bour (1917-2003), psychiatre, dont quatre enfants.

Il fait ses études secondaires au collège Saint-Joseph de Lille. À la déclaration de guerre, il cherche à s'engager dans l'armée mais encore lycéen, il est trop jeune, estime son père qui l’oblige à poursuivre ses études, et sa demande fut rejetée,.
En mai 1940 lors de la bataille de France, Henri Philippe demande à son beau-frère Thomas Dehau (1870-1956), prêtre dominicain, d’emmener aussi vite que possible ses deux derniers enfants Jeanne et François le plus loin des Allemands. Thomas Dehau, demi-aveugle, part donc, comme des milliers de français, sur les routes de l'exode, avec sa sœur Louise Dehau (1881-1948) et ses deux neveux. François Philippe conduit la vieille Peugeot 402 paternelle parmi la foule des réfugiés mêlés aux convois militaires. Poussés par la ruée allemande, ils aboutissent sur le littoral breton, près de Paimpol,.

### Seconde Guerre mondiale
À son arrivée, François Philippe entend l'appel du général de Gaulle et note dans son « carnet de guerre » : « Discours plein d’espoir de de Gaulle… Le soir même , je me rendais dans les patelins des environs pour examiner si rien n’était préparé. Personne ne sait rien... Et pourtant les Boches avancent vers Brest et de Gaulle réclame des volontaires. Rentré tard, je vais avec Jeannette parlementer avec l’oncle Pierre. Mon départ est fixé pour le lendemain. Le 19 juin à 6 h, j’embrassais tout le monde, Jeannette me reconduit jusqu’au seuil. Bien émue... ». Le lendemain, 19 juin 1940, il décide de rejoindre l'Angleterre et prend la mer ; il note le même jour dans son carnet : « Adieu la France ! On ne part que pour mieux te sauver ! Combien j’ai douce souvenance du joli lieu de ma naissance ! Vraie coque de noix, la Reine Astrid roule et tangue tant qu’elle peut… La nuit, froid glacial, le bateau embarque de l’eau. Je roule dans la flotte, trempé jusqu’aux os, grelottant ; les marins s’attachent aux mâts... ».
François Philippe s'engage dans les Forces françaises libres mais encore jugé trop jeune, il est affecté comme mécanicien à l'entretien des camions. Cependant, devant son insistance à vouloir intégrer une unité combattante, le commandement l'affecte au train. Arrivé au Cameroun en octobre 1940, il y suit une formation militaire avant de rejoindre la brigade française d'orient en Érythrée où il reçoit son baptême du feu au printemps 1941. Promu brigadier, il combat en Syrie en juin et assure avec efficacité le ravitaillement de son unité. Déplacé en Libye, il participe à la bataille de Bir Hakeim au cours de laquelle il est grièvement blessé au genou le 26 février 1942. Après plusieurs mois passés à l'hôpital, François Philippe rejoint les rangs de la 1re division française libre et est affecté au 1er régiment d'artillerie avec le grade de maréchal des logis. Il prend ensuite part à la seconde bataille d'El Alamein puis suit des cours d'élève-officier avant de partir pour la campagne de Tunisie au cours de laquelle il est promu aspirant le 1er octobre 1943.
Débarqué en Italie en avril 1944, il s'illustre dans son rôle d'observateur d'artillerie au sein en fournissant des informations précises permettant la destruction des poches de résistance ennemie. Le 11 juin, à Montefiascone, il est à nouveau blessé mais refuse d'être évacué et continue le combat avec son unité. Une fois la campagne d'Italie terminée, il débarque en Provence avec son unité et est engagé dans la bataille pour la libération de Toulon. Le 26 août 1944 à La Crau, alors qu'il reconnaît des positions pour l'installation d'observatoires, la jeep qu'il conduit est prise sous les tirs de canons de 88mm allemands. François Philippe est tué sur le coup. 
Il est inhumé au cimetière de La Crau.

## Décorations

### Décorations françaises
|  |  |  |  |  |  |
|  |  |  |  |  |  |

| Chevalier de la Légion d'Honneur                                    | Chevalier de la Légion d'Honneur                                    | Compagnon de la Libération                                          | Compagnon de la Libération                              | Croix de guerre 1939-1945                               | Croix de guerre 1939-1945                               |
| Médaille coloniale Avec agrafes "Érythrée", "Libye 42" et "Tunisie" | Médaille coloniale Avec agrafes "Érythrée", "Libye 42" et "Tunisie" | Médaille coloniale Avec agrafes "Érythrée", "Libye 42" et "Tunisie" | Médaille commémorative française de la guerre 1939-1945 | Médaille commémorative française de la guerre 1939-1945 | Médaille commémorative française de la guerre 1939-1945 |

## Hommages
- Son nom est inscrit sur les monuments aux morts des villes de Cysoing et La Crau ainsi que sur la plaque commémorative du collège Saint-Paul de Lille (actuel collège Saint-Joseph)[7].
- Rue François Philippe à Cysoing, baptisée en son honneur en 2015[2],[8].
- Rue Aspirant François Philippe à La Crau[9].
- Le Peloton d'Élèves Officiers de la Réserve 708 reçoit en 1987 à La Crau son nom de baptême : Aspirant Philippe[10].